# 克林·杰奥尔杰斯库
克林·杰奥尔杰斯库（發音：[kəˈlin dʒe̯orˈdʒesku]；1962年3月26日—），罗马尼亚政治家、可持续发展专家。

## 生涯
杰奥尔杰斯库在2024年罗马尼亚总统选举中作为独立候选人参选总统，并取得了第一轮选举的选票相对多数，達23%。
杰奥尔杰斯库被认为是极右翼、親俄、极端民族主义政治家。他的高得票率出乎意料
。
2024年12月6日，羅馬尼亞憲法法院宣布首輪選舉結果作廢，並將於次年3月重新舉行選舉。喬治斯庫在3月9日被憲法法院禁止參選。